# Sonia Combe
Pour les articles homonymes, voir Combe (homonymie).
Sonia Combe, est une conservatrice des bibliothèques et historienne française, spécialisée en histoire contemporaine des sociétés est-européennes sous le communisme.

## Biographie
Sonia Combe est responsable du département des archives de « la Contemporaine » (anciennement Bibliothèque de documentation internationale contemporaine) de l’Université Paris-Nanterre de 2000 à 2008, et de 2008 à 2010 du Musée d'Histoire contemporaine situé dans l'Hôtel des Invalides à Paris.
Chercheuse à l’Institut des sciences sociales du politique (CNRS) de 2010 à 2017, elle est chercheuse associée au Centre Marc Bloch de Berlin, ville où elle a été professeure invitée à l'Université Humboldt et à l'Université libre.
Ancienne collaboratrice de La Quinzaine littéraire, elle contribue aujourd'hui à la revue En attendant Nadeau, dont elle est membre du comité de rédaction, et au Monde diplomatique. Elle est également membre du Comité de vigilance face aux usages publics de l'histoire.

## Publications
- À l'Est, la mémoire retrouvée (codir.), La Découverte, 1990, 566 p.
- Ozerlag, 1937-1964 : le système du Goulag : traces perdues, mémoires réveillées d'un camp sibérien (en coll.), Autrement, 1991, 251 p.
- Archives interdites : les peurs françaises face à l'histoire contemporaine, Albin Michel, 1994. 327 p. (rééd. avec une nouvelle préface, La Découverte, 2001 et 2010) [présentation en ligne] [présentation en ligne]
- Albanie - utopie : huis clos dans les Balkans (codir.), Autrement, 1996, 209 p.
- Le livre du retour : récits du pays des origines, Autrement, 1997, 231 p.
- Une société sous surveillance : les intellectuels et la Stasi, Albin Michel, 1999, 263 p.
- Retour de Moscou : les archives de la Ligue des droits de l'homme, 1898-1940 (codir.), La Découverte, 2004.
- Berlin : l'effacement des traces, 1989-2009 (en coll.), Fage, 2009.
- Archives et écriture de l'histoire dans les sociétés post-communistes (dir.), La Découverte, 2009.
- D’Est en Ouest : retour à l’archive. Paris, Publications de la Sorbonne, 2013.
- Une vie contre une autre : échange de victime et modalités de survie dans le camp de Buchenwald, Paris, Fayard, 2014[7],[8].
- Memory & History: Harmony or Dissonance, New York, The New School for Social Research, coll. « The William Phillips lecture series », 2015.
- Maladie et privation d'amour : de Christa Wolf à Canguilhem, pour un retour à la clinique (avec Antoine Spire), Éditions Le Bord de l'eau, 2017[9].
- Ein Leben gegen ein anderes : Der Opfertausch im KZ Buchenwald und seine Nachgeschichte, Berlin, Neofelis Verlag, 2017.
- La loyauté à tout prix. Les floués du "socialisme réel" , Éditions du Bord de l'eau, 2019[10].
- Loyal um jeden Preis. "Linientreue Dissidenten" im Sozialismus. Christoph Links Verlag, 2022.
- Et l'index?! Réflexions douces-amères sur l'édition savante. Samizdat BoD, octobre 2023.